# Скадовка
Скадо́вка (колишня назва — садиба пана Скадовського) — село в Україні, у Чаплинській селищній громаді Каховського району Херсонської області.
Населення становить 848 осіб.

## Історія
Село засноване Яковом Яковичем Скадовським, родоначальником Таврійської гілки Скадовських та дідом Сергія Балтазаровича Скадовського — засновника міста Скадовськ.
За часів СРСР У Скадовці знаходилася центральна садиба радгоспу ім. Енгельса, за яким було закріплено 7 730 га сільськогосподарських угідь, з них 7 620 га орної землі, в тому числі 125 га зрошуваної, 19 га зайняті під баштаном, 54 га — під пасовищами. Спеціалізація — вирощування зернових і виробництво молочної продукції.
У Скадовці працювала восьмирічна школа (11 вчителів і 116 учнів), клуб із залом на 160 місць, бібліотека з книжковим фондом 5,2 тис. томів, фельдшерсько-акушерський пункт, дитячі ясла-садок на 50 місць, два магазини — промислових та продовольчих товарів, їдальня, відділення зв'язку, ощадкаса, АТС на 50 номерів, водопровід протяжністю 5 кілометрів.
Під час організованого радянською владою Голодомору 1932—1933 років помер щонайменше 1 житель села.
На фронтах Другої світової війни билися з гітлерівцями 139 жителів, 23 з них загинули, 11 — нагороджені орденами і медалями.
12 червня 2020 року, відповідно до Розпорядження Кабінету Міністрів України від № 726-р «Про визначення адміністративних центрів та затвердження територій територіальних громад Херсонської області», увійшло до складу Чаплинської селищної громади.
19 липня 2020 року, в результаті адміністративно-територіальної реформи та ліквідації Чаплинського району, село увійшло до складу новоутвореного Каховського району.
24 лютого 2022 року село тимчасово окуповане російськими військами під час російсько-української війни.

## Населення
Згідно з переписом УРСР 1989 року чисельність наявного населення села становила 685 осіб, з яких 331 чоловік та 354 жінки.
За переписом населення України 2001 року в селі мешкало 838 осіб.

### Мова
Розподіл населення за рідною мовою за даними перепису 2001 року:
| Мова       | Відсоток |
| ---------- | -------- |
| українська | 68,28 %  |
| російська  | 4,83 %   |
| молдовська | 0,59 %   |
| білоруська | 0,12 %   |
| інші       | 26,18 %  |